# Fed Cup 2001
La Fed Cup 2001 corresponde a la 39.ª edición del torneo de tenis femenino más importante por naciones. 8 equipos participaron en el Grupo Mundial.

## Grupo Mundial
Los partidos se disputaron en el Parque Ferial Juan Carlos I, Madrid, España, en pistas de Indoor Arcilla.
Grupo A
1. Rusia — Avanza a la final
2. Francia
3. República Checa
4. Argentina

Grupo B
1. Bélgica — Avanza a la final
2. España
3. Alemania
4. Australia

### Final
| Parque Ferial Juan Carlos I, Madrid, España 11 de noviembre de 2001 |                    |                                 |   |   |  |  |  |  |  |
| \| 1 \| \| Nadia Petrova \| 0 \| 3 \| \| \| \| \| \| \| 1 \| \| Justine Henin \| 6 \| 6 \| \| \| \| \| \| \| 2 \| \| Elena Dementieva \| 0 \| 4 \| \| \| \| \| \| \| 2 \| \| Kim Clijsters \| 6 \| 6 \| \| \| \| \| \| \| 3 \| \| Elena Likhovtseva-Nadia Petrova \| 7 \| 7 \| \| \| \| \| \| \| 3 \| \| Els Callens-Laurence Courtois \| 6 \| 2 \| \| \| \| \| \| |                    |                                 |   |   |  |  |  |  |  |
| 1 | Bandera de Rusia   | Nadia Petrova                   | 0 | 3 |  |  |  |  |  |
| 1 | Bandera de Bélgica | Justine Henin                   | 6 | 6 |  |  |  |  |  |
| 2 | Bandera de Rusia   | Elena Dementieva                | 0 | 4 |  |  |  |  |  |
| 2 | Bandera de Bélgica | Kim Clijsters                   | 6 | 6 |  |  |  |  |  |
| 3 | Bandera de Rusia   | Elena Likhovtseva-Nadia Petrova | 7 | 7 |  |  |  |  |  |
| 3 | Bandera de Bélgica | Els Callens-Laurence Courtois   | 6 | 2 |  |  |  |  |  |

## Zona Americana

### Grupo 1
- Brasil
- Canadá
- Colombia
- República Dominicana - relegado al Grupo 2 en 2002.
- Ecuador - relegado al Grupo 2 en 2002.
- México
- Paraguay
- Uruguay
- Venezuela — promocionado a repesca del Grupo Mundial.

### Grupo 2
- Antigua y Barbuda
- Bahamas — promocionado al Grupo 1 en 2002
- Barbados
- Bermudas
- Bolivia
- Chile
- Costa Rica
- Cuba
- El Salvador
- Guatemala
- Jamaica
- Panamá
- Puerto Rico — promocionado al Grupo 1 en 2002
- Trinidad y Tobago

## Zona Asia/Oceanía

### Grupo 1
- China
- China Taipéi
- India
- Indonesia — promocionado a repesca del Grupo Mundial.
- Kazajistán - relegado al Grupo 2 en 2002.
- Nueva Zelanda
- Equipo de las islas de Oceanía - relegado al Grupo 2 en 2002.
- Corea del Sur
- Tailandia
- Uzbekistán

### Grupo 2
- Fiyi
- Hong Kong — promocionado al Grupo 1 en 2002
- Malasia
- Filipinas — promocionado al Grupo 1 en 2002
- Singapur
- Sri Lanka
- Siria

## Zona Europa/África

### Grupo 1
- Bielorrusia
- Bulgaria
- Dinamarca - relegado al Grupo 2 en 2002.
- Estonia
- Reino Unido - relegado al Grupo 2 en 2002.
- Grecia
- Israel — promocionado a repesca del Grupo Mundial.
- Luxemburgo
- Macedonia del Norte - relegado al Grupo 2 en 2002.
- Países Bajos
- Polonia
- Rumania
- Eslovenia
- Sudáfrica - relegado al Grupo 2 en 2002.
- Suecia — promocionado a repesca del Grupo Mundial.
- Ucrania
- Yugoslavia

### Grupo 2
- Argelia
- Armenia
- Bosnia y Herzegovina — promocionado al Grupo 1 en 2002
- Botsuana
- Egipto
- Finlandia
- Georgia — promocionado al Grupo 1 en 2002
- Irlanda
- Kenia
- Letonia
- Lesoto
- Lituania
- Malta
- Moldavia
- Marruecos
- Portugal — promocionado al Grupo 1 en 2002
- Túnez
- Turquía — promocionado al Grupo 1 en 2002